# Old Crow Medicine Show
Gli Old Crow Medicine Show sono un gruppo musicale statunitense originario della Virginia ma stabilizzato a Nashville (Tennessee) e attivo dal 1998.
La band è stata inclusa nel Grand Ole Opry nel settembre 2013. Il loro nono album Remedy, pubblicato nel 2014, ha vinto il Grammy come "miglior album folk".

## Formazione
Membri attuali
- Joe Andrews – pedal steel guitar, banjo, mandolino, dobro
- Morgan Jahnig – contrabbasso
- Jerry Pentecost – batteria (live)
- Robert Price – polistrumentista
- Ketch Secor – voce, fiddle, armonica, banjo, chitarra
- Cory Younts – mandolino, batteria, tastiera, voce

Ex membri
- Ben Gould – contrabbasso
- Kevin Hayes – guitjo, voce
- Matt Kinman – mandolino, ossa, voce
- Gill Landry – banjo, chitarra resonator, chitarra, voce
- Chance McCoy – fiddle, chitarra, banjo, mandolino, voce
- Willie Watson – chitarra, banjo, fiddle, armonica, voce
- Charlie Worsham – chitarra, banjo, voce
- Critter Fuqua – slide guitar, banjo, chitarra, voce

## Discografia

### Album in studio
- 1998 - Trans:mission
- 2000 - Greetings from Wawa
- 2004 - Old Crow Medicine Show (o O.C.M.S.)
- 2006 - Big Iron World
- 2008 - Tennessee Pusher
- 2012 - Carry Me Back
- 2014 - Remedy
- 2018 - Volunteer
- 2022 - Paint This Town
- 2023 - Jubilee

### Album dal vivo
- 2001 - Eutaw
- 2003 - Live
- 2017 - 50 Years of Blonde on Blonde
- 2019 - Live At The Ryman

### EP
Lista parziale.
- 2006 - Down Home Girl
- 2008 - Caroline
- 2013 - Carry Me Back to Virginia
- 2015 - Brushy Mountain Conjugal Trailer

### Partecipazioni a compilation
Lista parziale.
- 2007 - Deportee (Plane Wreck at Los Gatos) in Song of America
- 2010 - Angel from Montgomery in Broken Hearts & Dirty Windows: Songs of John Prine
- 2013 - Back Home Again in The Music Is You: A Tribute to John Denver

### Partecipazioni a colonne sonore
- 2005 - Transamerica

## Premi
- Grammy Award
  - 2012: "Best Long Form Music Video" (Big Easy Express)
  - 2015: "Best Folk Album" (Remedy)
- CMT Music Awards
  - 2004 - "Top 10 Bluegrass Albums" (O.C.M.S.)
- Americana Honors & Awards Show
  - 2013 - "Trailblazer Award"